# 皮德利斯基 (莫斯季斯卡區)
49°42′41″N 23°14′3″E / 49.71139°N 23.23417°E
皮德利斯基（烏克蘭語：Підліски），是烏克蘭西部的村莊，隸屬利維夫州的亞沃里夫區。該村始建於1050年，面積1.75平方公里，海拔高度251米，2001年人口634，人口密度每平方公里362.29人。